# کیک فاج
کیک فاج (انگلیسی: Fudge cake) یک نوع کیک شکلاتی است که با فاج تهیه می‌شود.